# Тауфик ел-Хаким
Тауфик ел-Хаким (арапски: توفيق الحكيم‎; Александрија, 9. октобар 1898 — Каиро, 26. јул 1987) био је египатски писац и визионар. Један је од пионира арапског романа и драме. Тријумфи и неуспеси који су представљени у његовим огромним представама су симбол питања са којима се суочавао египатски драмски жанр док је настојао да прилагоди своје сложене начине комуникације египатском друштву.

## Рани живот
Тауфик Исмаил ел-Хаким је рођен 9. октобра 1898. године у Александрији, у Египату, од оца Египћанина и мајке Туркиње. Његов отац, богат и угледни цивилни службеник, радио је као судија у селу ал-Делнегат, у централној провинцији Бухејра. Његова мајка је била ћерка турског официра у пензији. Тауфик ел-Хаким се уписао у основну школу Даманхоур са седам година. Основну школу је напустио 1915. и отац га је дао у јавну школу у провинцији Бухејра, где је завршио основну школу. Међутим, због недостатка одговарајуће средње школе у покрајини, Тауфик ел-Хаким се преселио у Каиро код својих стричева да настави студије у средњој школи Мухамед Али. 
Након студија у Каиру, преселио се у Париз, где је дипломирао право и почео да припрема докторску тезу на Сорбони. Међутим, његова пажња се све више усмеравала ка париским позориштима и опери и, после три године проведене у Паризу, напушта студије и враћа се у Египат 1928. године пун идеја за трансформацију египатског позоришта.

## Драме
Објављивање и извођење његове драме Ahl el Kahf (Људи пећине, 1933.) представљало је значајан догађај у египатској драми. Прича о „људима пећине” налази се у осамнаестој сури Курана, као и у другим изворима. Ради се о причи о седам спавача из Ефеса који су се, да би избегли римски прогон хришћана, склонили у пећину. Они спавају три стотине година, а буде се у сасвим другој ери - не схватајући, наравно. Користећи свеобухватне теме – поновно рођење у новом свету и склоност повратку у прошлост – ел-Хакимова драма се дотиче неких општих културних тема које су у то време биле од великог значаја за интелектуалце, а због озбиљности сврхе представе, већина критичара је одлучила да истакне те карактеристике његове драме.
У року од годину дана, ел-Хаким је произвео још једно велико и веома поштовано дело, Shahrazad (Шехерезада, 1934). Иако је главни лик чувени наратор збирке Хиљаду и једна ноћ, сценарио за ову представу је написан након што су све приче испричане. Сада излечен од свог  беса против женског пола виртуозношћу приповедања жене која му је сада супруга, краљ Шахријар напушта своје пређашње путеве и креће на путовање у потрази за знањем, само да би открио да је ухваћен у дилеми чија фокус је сама Шехерезада. Кроз везу са древном богињом Изидом, Шехерезада се појављује као крајња мистерија, извор живота и знања. Иако се комад данас сматра једним од његових најбољих дела, Таха Хусеин, истакнути арапски писац и један од водећих интелектуалаца тадашњег Египта, критиковао је неке од његових аспеката, углавном да није прикладан за позоришну представу. Касније су два писца заједно написала роман Al-Qasr al-Mashur (Зачарани замак, 1936) у којем су оба аутора поново размотрила неке од тема из ел-Хакимове драме. Када је трупа националног позоришта основана у Египту 1935. године, прва представа коју је поставила била је Народ пећине. Представе нису имале успеха. Као прво, публика није била импресионирана представом у којој је радња на сцени била толико ограничена у поређењу са популарнијим врстама драме. Чини се да су такви проблеми у области продукције и рецепције навели ел-Хакима да користи неке од својих предговора како би развио представу о својим драмама као о théâtre des idées (француски: позориште идеја), делима за читање, а не за извођење. Упркос таквим критичним контроверзама, наставио је да пише драме са филозофским темама из различитих културних извора.
Неке од ел-Хакимових фрустрација аспектом изведбе биле су подстакнуте позивом да напише серију кратких драма за објављивање у облику новинског чланка. Ова дела су окупљена у две збирке, Masrah al-Mugtama (Театар друштва, 1950) и Аl-Masrah al-Munawwa (Позориште Мисцелани, 1956). Најупечатљивији од ових комада је Ughniyyat al-Mawt"(Песма смрти), једночинка која са мајсторском економичношћу приказује напету атмосферу у Горњем Египту док породица чека повратак најстаријег сина, студента у Каиру, да би извршио убиство као одговор на крвну освету.
Ел-Хакимов одговор на друштвене трансформације које је донела револуција 1952. године, коју је касније критиковао, била је драма Al Aydi Al Na'imah (Меке руке, 1954). Ово дело односи се на принца из бивше краљевске породице који се нашао без значајније улоге у новом друштву, на позицији у којој му се придружује млади академик који је управо завршио писање докторске тезе о употреби арапског предлога hatta. Представа на забаван, али очигледно дидактичан начин истражује начине на које су ове две наизглед бескорисне индивидуе одлучиле да идентификују своје улоге у новом социјалистичком контексту. Иако овој представи можда недостаје суптилности, она јасно илуструје  ел-Хакимов развој као драмског писца на начин на који је развио своју технику како би отворио теме од савременог интереса. Његов комад је био основа популарног египатског филма са истим именом, са Ахмедом Мазхаром у главној улози.
Године 1960., ел-Хаким је требало да пружи даљу илустрацију овог развоја своје технике са другом представом смештеном у ранији период египатске историје, Al Sultan Al-Ha'ir (Збуњени Султан). Представа на најефикаснији начин истражује питање легитимације моћи. Мамелучки султан на врхунцу своје моћи изненада се суочава са чињеницом не може да буде владар. До 1960. године, када је ова драма објављена, неке од почетних еуфорија и нада које је изазвао сам насеристички режим, изражене у Меким рукама, почеле су да бледе. Египатски народ се суочио са неким непријатним реалностима попут коришћења тајне полиције за сузбијање јавног изражавања мишљења и култом личности Гамала Абдела Насера. У таквом историјском контексту, ел-Хакимова драма се може посматрати као донекле храбра изјава о потреби да се чак и најмоћнији придржавају закона земље и молба владајућем војном режиму да избегава употребу насиља и уместо тога тражити легитимитет применом закона.
Rosasa Fel Qalb (Метак у срцу, 1964) почиње да се даје у позориштима у Каиру са Салахом Зулфикаром у главној улози. Догађаји се врте око Нагиба, који је у тешкој финансијској ситуацији и који се на први поглед заљубљује у девојку Фифи и не зна ко је она, па прича свом пријатељу, др Самију, причу и сазнаје да је она његова вереница. Ова представа је једна од три ел-Хакимове драме, у којима је закључак био отворен и на тај начин неуверљив.
Двотомни енглески превод ел-Хакимових сабраних драма налази се у Унесковој колекцији репрезентативних дела.

## Стил и теме
Три типа ел-Хакимове позоришне уметности су: 
- Биографско позориште: Група драма које је написао у раном животу у којима је изражавао своје лично искуство и ставове према животу. Обухвата више од 400 представа међу којима су "Аl-Arees" (Младожења) и "Amama Shibbak al-Tazaker" (Пред благајном). Ове драме су биле више уметничке јер су се заснивале на ел Хакимовом личном мишљењу у критици друштвеног живота.

- Интелектуално позориште: Овај драмски стил производи комаде за читање, а не за глуму. Тако је одбио да их назове представама и објавио их у засебним књигама.

- Циљно позориште: Његов циљ је да допринесе египатском друштву фиксирајући неке вредности друштва, излажући реалност египатског живота.

Ел-Хаким је био у стању да разуме природу и да је прикаже у стилу који комбинује симболизам, стварност и машту. Савладао је нарацију, дијалог и бирање поставки. Док су ел-Хакимове раније драме биле написане на књижевном језику, он касније спроводи низ експеримената са различитим нивоима драмског језика. У драми Al-Safqah (Договор, 1956) је са темама о власништву над земљом и експлоатацији сиромашних сељака-фармаца обликовао дијалог у нечему што је назвао „трећи језик”, онај који се могао прочитати као текст на стандардном писаном језику књижевности, али је такође могао бити изведен на сцени на начин који је свакако био разумљив већој популацији од писмене елите града. Можда постоји иронија у чињеници да је још једна од ел-Хакимових драма из 60-их, Ya tali al-Shajarah  (Пењачица, 1966), била једно од његових најуспешнијих дела са ове тачке гледишта, управо зато што је употреба књижевног језика у дијалогу у великој мери допринела нестварности атмосфере у овом стилу Позоришта апсурда који укључује обимне одломке некомуникације између мужа и жене. Ел-Хаким је наставио да пише драме током 60-их, међу којима су најпопуларније биле Masir Sorsar (Судбина бубашваба, 1966) и Bank al-Qalaq (Банка анксиозности, 1967).

## Утицај на арапску књижевност
Тауфик ел-Хаким је један од главних пионира у модерној арапској књижевности. У посебном домену позоришта, он има свеобухватну улогу као једини оснивач читаве књижевне традиције, као што је Таха Хусеин раније јасно рекао. Његове борбе у корист арапске драме као књижевног жанра, њених техника и језика, упоредо су утицале да достигне централну улогу у савременом египатском политичком и друштвеном животу. 
Хакимова драма „Смртна песма” из 1956. године била је основа либрета за оперу „Сумеидина песма” Мухамеда Феируза из 2008. године.